# 피고적격
피고적격이란 소송에서 올바른 피고를 상대방으로 하여 제기되었는지를 말한다.

## 행정소송법 제13조
취소소송은 다른 법률에 특별한 규정이 없는 한 그 처분등을 행한 행정청을 피고로 한다. 다만, 처분등이 있은 뒤에 그 처분등에 관계되는 권한이 다른 행정청에 승계된 때에는 이를 승계한 행정청을 피고로 한다.

## 판례
- 행정처분의 취소 또는 무효확인을 구하는 행정소송은 원칙적으로 소송의 대상인 행정처분 등을 외부적으로 그의 명의로 행한 행정청을 피고로 하여야 한다.[1]
- 경상북도지사의 위임에 의하여 대구시장이 한 식품접객업소 영업정지처분의 취소를 구하는 행정소송은 대구시장을 피고로 하여야 하고 대구시 동구청장은 피고적격이 없다.[2]
- 행정처분의 취소 또는 무효확인을 구하는 행정소송은 다른 법률에 특별한 규정이 없는 한 소송의 대상인 행정처분 등을 외부적으로 그의 명의로 행한 행정청을 피고로 하여야 하는 것으로서 그 행정처분을 하게 된 연유가 상급행정청이나 타행정청의 지시나 통보에 의한 것이라 하여 다르지 않다고 할 것이며, 권한의 위임이나 위탁을 받아 수임행정청이 정당한 권한에 기하여 그 명의로 한 처분에 대하여는 말할 것도 없고, 내부위임이나 대리권을 수여받은 데 불과하여 원행정청 명의나 대리관계를 밝히지 아니하고는 그의 명의로 처분 등을 할 권한이 없는 행정청이 권한 없이 그의 명의로 한 처분에 대하여도 처분명의자인 행정청이 피고가 되어야 할 것이다.[3]
- 서울특별시장이 그 권한에 속하는 양곡관리법 시행령 개정령부칙 제3항, 제4항 소정의 무허가제분업자의 신고를 수리할 권한을 관할 구청장에게 내부위임한 경우 구청장이 그 명의로 불수리처분을 한 것은 위법이지만 그 불수리처분에 대한 행정소송은 그 처분을 한 구청장을 피고로 하여야 하고 서울특별시장을 피고로 하여서는 아니된다.[4]
- 정보공개 의무기관을 정하는 것은 입법자의 입법형성권에 속하고, 이에 따라 입법자는 공공기관의 정보공개에 관한 법률 제2조 제3호에서 정보공개 의무기관을 공공기관으로 정하였는바, 공공기관이라 함은 국가기관에 한정되는 것이 아니라 지방자치단체, 정부투자기관, 그밖에 공동체 전체의 이익에 중요한 역할이나 기능을 수행하는 기관도 포함되는 것으로 해석되고, 여기에 정보공개의 목적, 교육의 공공성 및 공·사립학교의 동질성, 사립대학교에 대한 국가의 재정지원 및 보조 등 여러 사정을 고려해 보면, 사립대학교에 대한 국비 지원이 한정적·일시적·국부적이라는 점을 고려하더라도 정보공개법 시행령 제2조 제1호가 정보공개의무를 지는 공공기관의 하나로 사립대학교를 들고 있는 것이 모법의 위임 범위를 벗어났다거나 사립대학교가 국비의 지원을 받는 범위 내에서만 공공기관의 성격을 가진다고 볼 수 없다.[5]
- 내부위임을 받은 하급행정청이 자신의 명의로 처분을 한 경우에는 그 처분을 실제로 행한 하급행정청을 피고로 한다.[6]
- 처분명의자는 물론 그 상대방도 그 행정처분이 피대리청을 대리하여 한 것임을 안 경우에는 피대리청이 피고가 된다.[7]

## 같이 보기
- 원고적격